# Municipio de Arnegard
El municipio de Arnegard (en inglés: Arnegard Township) es un municipio ubicado en el condado de McKenzie en el estado estadounidense de Dakota del Norte. En el año 2010 tenía una población de 65 habitantes y una densidad poblacional de 0,7 personas por km².

## Geografía
El municipio de Arnegard se encuentra ubicado en las coordenadas 47°48′3″N 103°29′13″O / 47.80083, -103.48694. Según la Oficina del Censo de los Estados Unidos, el municipio tiene una superficie total de 92.29 km², de la cual 92,15 km² corresponden a tierra firme y (0,15 %) 0,14 km² es agua.

## Demografía
Según el censo de 2010, había 65 personas residiendo en el municipio de Arnegard. La densidad de población era de 0,7 hab./km². De los 65 habitantes, el municipio de Arnegard estaba compuesto por el 98,46 % blancos, el 1,54 % eran asiáticos. Del total de la población el 0 % eran hispanos o latinos de cualquier raza.